# Пругова, Анна Александровна
Анна Александровна Пругова (род. 20 ноября 1993, Хабаровск) — российская хоккеистка, вратарь.

## Карьера
Клубная
Хоккеем увлеклась с 11 лет, наблюдая за матчами хабаровского «Амура». Дебютировала в команде «Самородок», став вратарём. Некоторое количество матчей провела за мужскую команду, причём никто из членов команды и арбитров не возражал против такого решения.
Профессиональную карьеру начала в подмосковном «Торнадо», один сезон поиграла в петербургском «Динамо». В 2017 году перебралась в «Агидель» — клуб из структуры «Салавата Юлаева» — где 6 раз выиграла чемпионат России, и завершила карьеру игрока в 2025 году.
В сборной
В 2007 году дебютировала в женской молодёжной сборной России по хоккею на турнире четырёх команд в Дмитрове. Благодаря игре Пруговой сборная заняла третье место и могла рассчитывать на победу, если бы не промахи в серии буллитов.
В 2010 году поехала на Олимпиаду в Ванкувере, став самой юной хоккеисткой (16 лет и 86 дней). Сборная заняла там шестое место, обыграв только команды Китая и Словакии, а в игре за 5-е место по буллитам уступила Швейцарии. В 2011 году вместе со сборной Пругова вернулась в высший дивизион, одержав победу в первом дивизионе, а в 2013 году стала бронзовым призёром чемпионата мира.
В 2014 году была вызвана в сборную для участия в турнире Олимпийских игр в Сочи: она провела матчи группового этапа против Японии и Швеции, а также матчи плей-офф против Швейцарии, Японии и Финляндии. Сборная России заняла 6-е место. В 2016 году выиграла ещё одну бронзовую медаль на чемпионате мира в канадском Камлупсе.
Личная
Работала комментатором на матче «Салавата Юлаева» на местном канале, в 2022 году стала первой девушкой комментатором-экспертом на КХЛ ТВ.
В 2024 году была комментатором-экспертом на матче «Салавата Юлаева» против «СКА» на МАТЧ ТВ.